# Мон-Серра, Пьер-Франсуа
Пьер Франсуа Мон-Серра или Монсерра (фр. Pierre François Mont-Serraz или фр. Montserrat; 1758—1820) — французский военный деятель, генерал-лейтенант (1812 год), участник революционных и наполеоновских войн.

## Биография
Поступил на службу 21 июля 1791 года во 2-й батальон волонтёров Парижа, и 1 августа 1792 года он был избран сослуживцами капитаном, а через четыре дня стал старшим аджюданом батальона. 3 июля 1792 года понижен до лейтенанта и переведён в 12-й егерский батальон, который вошёл в состав 16-й полубригады лёгкой пехоты первого формирования. Служил в Северной армии и 10 марта 1793 года был назначен старшим аджюданом. С 1793 по 1797 годы служил в Рейнской армии и достиг званий капитана и командира батальон. Его действия в делах при Нойбурге, Ротвиле, Биберахе, Ригеле и при переправе через Рейн снискали ему самую лестную похвалу от генералов Мишо, Пишегрю и Моро, под командованием которых он сражался. Присоединившись в 1798 году к Гельветической армии, он проявил величайшее мужество при взятии Сьона и получил по этому поводу 28 мая 1798 года письмо с поздравлениями от Директории. С 1799 года воевал в ярдах Итальянской армии. Был назначен полковником на поле боя 13 июня 1799 года. 20 декабря 1800 года был поставлен во главе 29-й полубригады линейной пехоты. Ответственный за первую экспедицию на остров Эльба, он с 500 людьми захватил город Порто-Феррахо, затем осадил Порто-Адзурро, защищаемый неаполитанским гарнизоном, в четыре раза более многочисленным, чем войска, находящиеся в его распоряжении, и который капитулировал после сорока пяти дней бомбардировок; несколько дней спустя он атаковал и силой захватил укреплённый лагерь из 18 000 человек, которые были отброшены с потерей восемнадцати пушек, шести мортир, всех боеприпасов и нескольких сотен пленных. Продолжая служить в Италии, участвовал в кампании 1805 года. С 1806 году служил в рядах Армии Неаполя. 11 июля 1806 года перешёл на службу Неаполитанского королевства и стал полковником пеших гренадеров Королевской гвардии Неаполя. Отличился в 1808 году при захвата острова Капри, и получил звание бригадного генерала. Вскоре после этого Мюрат доверил ему командование Неаполем. Получив 1 января 1812 года в качестве вознаграждения за свои услуги и верность звание генерал-лейтенанта, вышел в отставку и вернулся во Францию. 5 февраля 1817 года получил французское гражданство. 29 сентября 1819 года король даровал ему почётный титул шевалье.

## Воинские звания
- Солдат (21 июля 1791 года);
- Капитан (1 августа 1792 года);
- Лейтенант (3 июля 1792 года);
- Капитан (26 ноября 1793 года);
- Командир батальона (8 июля 1794 года);
- Полковник (13 июня 1799 года);
- Бригадный генерал неаполитанской службы (1808 год);
- Генерал-лейтенант неаполитанской службы (1 января 1812 года).

## Награды
Легионер ордена Почётного легиона (11 декабря 1803 года)
 Офицер ордена Почётного легиона (14 июня 1804 года)
 Командор королевского ордена Обеих Сицилий (19 мая 1808 года)
 Кавалер военного ордена Святого Людовика